# Sphyrapus malleolus
Sphyrapus malleolus är en kräftdjursart som beskrevs av Norman och Stebbing 1888. Sphyrapus malleolus ingår i släktet Sphyrapus och familjen Sphyrapidae. Inga underarter finns listade i Catalogue of Life.